# 柿本大庭
柿本 大庭（かきのもと の おおば、生没年不詳）は、古代日本の人物。単に大庭臣とも表記する。